# Tempelbacken
Tempelbacken är ett kommunalt naturreservat i Lindesbergs kommun i Örebro län.
Området är naturskyddat sedan 1995 och är 10 hektar stort. Reservatet består av orörd lövskog som tidigare var betsmark.